# 東潤拓展集團
東潤拓展集團有限公司，（除牌當時為0467.HK），曾是香港交易所上市。是從特時泰國際換取上市，由東方集團股東張宏偉收購，把原來紡織業務，轉為食品製造商及地產商，但由於長期虧損，故此由聯合能源集團取代上市。

## 連結
- 聯合能源集團有限公司 由webb-site.com提供